# Geoffroykat
De geoffroykat (Leopardus geoffroyi) is een wilde katachtige uit de struikgebieden van zuidelijk Zuid-Amerika. Hij is het nauwst verwant aan de nachtkat of kodkod (Leopardus guigna), die aan de andere zijde van de Andes woont. De geoffroykat is genoemd naar de Franse bioloog Étienne Geoffroy Saint-Hilaire (1772-1844).

## Kenmerken
De geoffroykat heeft een geelbruine tot zilvergrijze vacht. In het noorden is hij geliger van kleur, in het zuiden grijziger. De vacht is getekend met vele onregelmatig verspreide zwarte vlekken en strepen. Ook het gezicht is onregelmatig gestreept. De kat wordt tussen de 42 en de 70 centimeter lang en 2 tot 6 kilogram zwaar. De staart wordt 24 tot 36 centimeter lang.

## Leefwijze
De solitaire geoffroykat jaagt voornamelijk 's nachts op kleine knaagdieren, vogeltjes en hagedissen. Hij jaagt voornamelijk op de grond. Het is echter ook een goede klimmer, en hij achtervolgt prooi regelmatig tot in de bomen. Ook bespringt hij vaak vanaf een tak zijn prooi. De geoffroykat is ook niet bang voor water en vangt daar regelmatig dieren als vissen en kikkers. Hij schijnt zelfs regelmatig een bad te houden. De geoffroykat rust meestal op een boomtak.

## Voortplanting
Het vrouwtje krijgt in de zomer twee tot drie jongen per worp.

## Verspreiding
Deze katachtige komt voor van Bolivia en Zuid-Brazilië tot Patagonië, voornamelijk in Argentinië, Uruguay en Paraguay. De geoffroykat komt in verscheidene habitattypes voor, maar heeft een voorkeur voor afwisselende gebieden in bergachtige streken, als struweel en open bossen. Hij vermijdt open graslanden en dichte loofwouden. Hij kan worden aangetroffen tot op een hoogte van 3300 meter.

## Jacht
Tussen de jaren zestig en de jaren tachtig werd er zwaar op deze katachtige gejaagd voor de kostbare pels. Vooral toen de jacht op de ocelot (Leopardus pardalis) door beschermingsmaatregelen sterk daalde, steeg de vraag naar de pels van de geoffroykat, en daarmee de jacht op deze soort. Aan het begin van de jaren tachtig zijn er zeker 75.000 huiden van deze soort geëxporteerd. Ondanks de jacht is de geoffroykat is een van de meest algemene katachtigen van Latijns-Amerika.